# Atanque
L'atanque, kankuamo o kankui és una llengua txibtxa del nord de Colòmbia, relacionada amb el kogui i l'arhuac, i que actualment està extingida, ja que els darrers parlants van morir pel 1960. Era parlada pels kankuamos de la regió Carib de Colòmbia.